# カヴィタ・ローレンツ
カヴィタ・ローレンツ（ドイツ語: Kavita Lorenz, 1995年9月5日 - ）は、ドイツ出身の女性元フィギュアスケート(アイスダンス)選手。パートナーはヨティ・ポリゾアキス、エフゲン・ホロニウク。
2015年アンドラオープン優勝。

## 経歴
2002年にスケートを始める。シングルスケーターとして、ミヒャエル・フースの下で練習し、国内大会に出場した。
2012年にウクライナ出身のエフゲン・ホロニウクとカップルを結成し、アイスダンスに転向した。2013年ドイツ選手権では銅メダルを獲得した。
2015年の春に、シングルから転向したヨティ・ポリゾアキスとカップルを結成。2人はお互いがシングルで競技していた頃、同じコーチの下で練習していた。2015-2016シーズン、アンドラオープンで国際大会初優勝。ドイツ選手権でも初優勝した。世界選手権では初出場ながら17位の成績を残した。2016年4月にプライベートな理由で解散するも、2ヶ月後に再結成を発表した。
2016-2017シーズン終了後、コーチをマリナ・ズエワに変更した。
2017-2018シーズン、平昌オリンピック最終予選のネーベルホルン杯で銅メダルを獲得し、ドイツの出場枠を手にした。ドイツ選手権は3連覇を達成。欧州選手権はポリゾアキスの体調不良を理由に棄権した。平昌オリンピックでは16位、世界選手権でも自己最高の16位を記録した。5月10日、競技からの引退を発表した。

## 主な戦績
- 2012-2013シーズンはエフゲン・ホロニウクとのカップル
- 2015-2016シーズンからはヨティ・ポリゾアキスとのカップル

| 大会/年            | 2012-13 | 2015-16 | 2016-17 | 2017-18 |
| ------------------ | ------- | ------- | ------- | ------- |
| 冬季オリンピック   |         |         |         | 16      |
| 世界選手権         |         | 17      | 19      | 16      |
| 欧州選手権         |         | 14      | 14      | 棄権    |
| ドイツ選手権       | 3       | 1       | 1       |         |
| GPスケートカナダ   |         |         |         | 8       |
| CSゴールデンスピン |         |         | 4       |         |
| CSネペラ記念       |         | 5       | 5       |         |
| CSネーベルホルン杯 |         | 4       | 5       | 3       |
| CSワルシャワ杯     |         | 5       |         |         |
| ババリアンオープン |         |         | 3       |         |
| アンドラオープン   |         | 1       |         |         |

### 詳細
| 2017-2018 シーズン     |                                                                 |          |          |           |
| 開催日                 | 大会名                                                          | SD       | FD       | 結果      |
| 2017年3月27日 - 4月2日 | 2018年世界フィギュアスケート選手権（ミラノ）                    | 17 62.08 | 16 94.94 | 16 157.02 |
| 2018年2月9日 - 25日    | 2018年平昌オリンピック（平昌）                                  | 17 59.99 | 16 90.50 | 16 150.49 |
| 2018年2月9日 - 12日    | 2018年平昌オリンピック 団体戦（平昌）                           | 8 56.88  | -        | 7 団体    |
| 2018年1月17日 - 20日   | 2018年ヨーロッパフィギュアスケート選手権（モスクワ）            |          | -        | 棄権      |
| 2017年12月14日 - 16日  | ドイツフィギュアスケート選手権（フランクフルト）                | 1 63.65  | 1 101.42 | 1 165.07  |
| 2017年12月6日 - 9日    | ISUチャレンジャーシリーズ ゴールデンスピン（ザグレブ）          | 10 60.02 | 10 90.40 | 9 150.42  |
| 2017年11月21日 - 26日  | ISUチャレンジャーシリーズ タリントロフィー（タリン）            | 5 56.04  | 5 89.16  | 5 145.20  |
| 2017年10月27日 - 29日  | ISUグランプリシリーズスケートカナダ（レジャイナ）               | 8 56.41  | 8 89.67  | 8 146.08  |
| 2017年9月27日 - 30日   | ISUチャレンジャーシリーズネーベルホルン杯（オーベルストドルフ） | 3 61.09  | 3 91.41  | 3 152.50  |

| 2016-2017 シーズン      |                                                                        |          |          |           |
| 開催日                  | 大会名                                                                 | SD       | FD       | 結果      |
| 2017年3月27日 - 4月2日  | 2017年世界フィギュアスケート選手権（ヘルシンキ）                       | 20 57.10 | 18 85.76 | 19 142.86 |
| 2017年2月14日 - 19日    | 2017年ババリアンオープン（オーベルストドルフ）                         | 3 63.18  | 3 93.46  | 3 156.64  |
| 2017年1月25日 - 29日    | 2017年ヨーロッパフィギュアスケート選手権（オストラヴァ）               | 15 54.63 | 13 86.69 | 14 141.32 |
| 2016年12月15日 - 17日   | ドイツフィギュアスケート選手権（ベルリン）                             | 1 67.24  | 1 104.96 | 1 172.20  |
| 2016年12月7日 - 10日    | ISUチャレンジャーシリーズ ゴールデンスピン（ザグレブ）                 | 5 60.12  | 4 95.22  | 4 155.34  |
| 2016年9月29日 - 10月2日 | ISUチャレンジャーシリーズ オンドレイネペラメモリアル（ブラチスラヴァ） | 4 62.34  | 6 83.98  | 5 146.32  |
| 2016年9月22日 - 24日    | ISUチャレンジャーシリーズ ネーベルホルン杯（オーベルストドルフ）       | 5 59.18  | 6 80.76  | 5 139.94  |

| 2015-2016 シーズン      |                                                                        |          |          |           |
| 開催日                  | 大会名                                                                 | SD       | FD       | 結果      |
| 2016年3月26日 - 4月3日  | 2016年世界フィギュアスケート選手権（ボストン）                         | 18 54.80 | 17 83.86 | 17 138.66 |
| 2016年1月25日 - 31日    | 2016年ヨーロッパフィギュアスケート選手権（ブラチスラヴァ）             | 13 55.06 | 15 82.93 | 14 137.99 |
| 2015年12月11日 - 12日   | ドイツフィギュアスケート選手権（エッセン）                             | 2 56.06  | 1 90.10  | 1 146.16  |
| 2015年11月26日 - 29日   | ISUチャレンジャーシリーズ ワルシャワ杯（ワルシャワ）                   | 5 52.72  | 5 80.54  | 5 133.26  |
| 2015年11月18日 - 22日   | 2015年アンドラオープン（カニーリョ）                                   | 1 53.57  | 1 86.17  | 1 139.74  |
| 2015年9月30日 - 10月4日 | ISUチャレンジャーシリーズ オンドレイネペラトロフィー（ブラチスラヴァ） | 5 47.36  | 5 79.94  | 5 127.30  |
| 2015年9月23日 - 26日    | ISUチャレンジャーシリーズ ネーベルホルン杯（オーベルストドルフ）       | 8 51.34  | 3 84.68  | 4 136.02  |

| 2012-2013 シーズン    |                                              |         |         |          |
| 開催日                | 大会名                                       | SD      | FD      | 結果     |
| 2012年12月21日 - 22日 | ドイツフィギュアスケート選手権（ハンブルク） | 4 44.33 | 3 71.81 | 3 116.14 |

## プログラム使用曲
| シーズン  | SD | FD |
| --------- | --- | --- |
| 2017-2018 | サルサ：Aguanile 演奏：ウィリー・コロン サルサ：Hector Lavoe ボーカル：マーク・アンソニー ルンバ：Mil Pasos (Kizomba Remix) 演奏：ソーハ サンバ：Magalenha 作曲：アントニオ・カルロス 演奏：セルジオ・メンデス | 映画『プライドと偏見』サウンドトラックより 作曲：ダリオ・マリアネッリ 演奏：ジャン＝イヴ・ティボーデ                                 |
| 2016-2017 | ブルース：カム・トゥゲザー ボーカル：マイケル・ジャクソン ヒップホップ：ブラック・オア・ホワイトリミックス 曲：マイケル・ジャクソン                                                                            | マラゲーニャ 演奏：ベネセ Jeux Interdits 作曲：ナルシソ・イエペス Jaleo 作曲：ルイス・ウィンズバーグ ポエタ 作曲：ビセンテ・アミーゴ |
| 2015-2016 | ワルツ、ポルカ、フォックストロット、マーチ：映画『サウンド・オブ・ミュージック』サウンドトラックより 作曲：ロジャース&ハマースタイン                                                                           | 映画『アメリ』サウンドトラックより 作曲：ヤン・ティルセン                                                                            |